# آمدالین
آمدالین(به انگلیسی: Amedalin) (UK-3540-1) یک است داروی ضد افسردگی بود که در اوایل دهه ۱۹۷۰ سنتز شد، اما هرگز به بازار عرضه نشد. این دارو یک مهارکننده انتخابی بازجذب نوراپی‌نفرین است، بدون تأثیر قابل توجهی در بازجذب سروتونین و دوپامین، و هیچ خاصیت آنتی هیستامین یا آنتی‌کولینرژیک نیز ندارد.